# ابوبکر آدم ابراهیم
ابوبکر آدم ابراهیم (انگلیسی: Abubakar Adam Ibrahim؛ زادهٔ ۱۹۷۹) نویسنده، روزنامه‌نگار اهل نیجریه است.
ابوبکر آدم ابراهیم با رمان «فصل شکوفه‌های خونین» توانسته جوایز ادبی مهمی را کسب کند. داستان این کتاب، ماجرای زندگی پیرزنی مسلمان را روایت می‌کند که در گذشته با رهبر گروه شورشی مسلمانی ارتباط داشته‌است.
ابراهیم توانست به خاطر نگارش این رمان جوایز معتبری مانند، جایزه ۱۰۰ هزار دلاری «ادبیات نیجریه» و جایزه نویسندگان آفریقایی «مؤسسه گوئت» کشور آلمان را کسب کند. انتشارات کاساوا، ناشر این رمان نیز در مجامع بین‌المللی موفق ظاهر شده و توانسته این کتاب را در کشورهای آفریقای جنوبی، کنیا، آلمان، انگلستان و به تازگی در آمریکا توزیع کند.